# Steffen Zesner
Steffen Zesner (* 28. September 1967 in Herzberg (Elster)) ist ein ehemaliger deutscher Schwimmer.

## Biografie
Zesner trainierte ab 1975 beim SV Dynamo Cottbus, ehe er 1979 nach Luckenwalde wechselte. Später schwamm er für den SC Dynamo Berlin. Für die DDR nahm er an den Olympischen Sommerspielen 1988 von Seoul teil, bei denen er mit der 4 × 200-m-Freistilstaffel gemeinsam mit Uwe Daßler, Sven Lodziewski und Thomas Flemming Silber gewann sowie über 4 × 100 m Freistil gemeinsam mit Dirk Richter, Thomas Flemming und Lars Hinneburg Bronze. Letzteres gelang ihm vier Jahre später bei den Olympischen Sommerspielen 1992 von Barcelona erneut, diesmal für das vereinigte Deutschland in der Besetzung mit Dirk Richter, Christian Tröger und Mark Pinger. Bereits 1991 war er gemeinsam mit Peter Sitt, Stefan Pfeiffer und Michael Groß Weltmeister über 4 × 200 m Freistil geworden.
1997 gab Zesner an, er habe im Rahmen des staatlich verordneten Dopings im DDR-Leistungssport von seinem damaligen Betreuer Gerd Eßer „diese blauen Pillen“ bekommen. Aber statt sie zu schlucken habe er sie gesammelt und „dem Trainer später zurückgegeben“.
Bei den Olympischen Spielen 1996 von Atlanta errang Zesner ein weiteres Mal eine Bronzemedaille mit der 4 × 200-m-Staffel.
Für seine sportlichen Leistungen wurde er mit dem Silbernen Lorbeerblatt ausgezeichnet.
Nach der Europameisterschaft 1995, bei der er den Einzeltitel über 400 m Freistil errang, erkrankte Zesner schwer an Nierensteinen. Durch seine Beziehung zur Schwimmerin Franziska van Almsick stand Zesner zu dieser Zeit stark in der Öffentlichkeit, was 1996 zu einem letztlich vom Bundesverfassungsgericht entschiedenen Konflikt mit der Zeitschrift das neue schnell und aktuell führte, die über eine bevorstehende „Traumhochzeit“ berichtet hatte und nun eine angemessen deutlich platzierte Gegendarstellung drucken musste.
Für die Medaillengewinne in Seoul 1988 wurde Zesner mit dem Vaterländischen Verdienstorden in Silber ausgezeichnet.
Zesner betreibt die 1995 für Eigenvermarktungszwecke gegründete Zesner Sportberatung, die sich seit 1998 ausschließlich dem Eventmanagement widmet.